# 29. granátnická divize SS (1. ruská)
29. granátnická divize SS (1. ruská) (německy 29. Waffen-Grenadier Division der SS (russische Nr. 1)) vznikla z Kaminského brigády (RONA) v létě 1944 a zapojila se do bojů během povstání ve Varšavě. Zde se tato ruská divize podílela na zvěrstvech a rabování, čehož bylo využito jako záminky k popravě gestapem několika jejích velitelů, včetně Bronislava Kaminského. Divize byla postupně rozpuštěna a její personál se připojil k jednotkám brigády Dirlewanger. Dále bylo mužstvo včleněno do ROA generála Andreje Vlasova a uvolněné číslo divize obdržela 29. granátnická divize SS (1. italská).

## V okupovaných částech SSSR

### Vznik útvaru
V důsledku bojů a rychlého postupu německé armády vznikaly v okupovaných oblastech SSSR rozsáhlé oblasti mimo kontrolu jak sovětskou, tak říšskou. Na nich se objevovaly bojové útvary místních protisovětských dobrovolníků, které vznikaly na ochranu před zbytky Rudé armády. Z rozbitých útvarů Rudé armády byly tvořeny základy partyzánských jednotek, nebo se sovětští vojáci krajinou pohybovali jako marodéři. Takto vznikla i RONA (rusky Русская освободительная народная армия).

Svatojiřský kříž RONA

Historie jednotky se začala psát v říjnu 1941, kdy útvar vznikl v zalesněném území mimo hlavní komunikace okolo města Brjansk se střediskem v malé obci Lokoť. Městečko leželo mimo hlavní směry německého postupu na severu Smolensk, Vjazma a na jihu Gomel, Kursk. V tomto prostoru pod vedením Konstantina Voskobojnikova vznikla RONA na ochranu obyvatelstva před násilím páchaným rozbitými sovětskými jednotkami. Prostor, který RONA po přechodu německé armády kontrolovala, byl asi 150 km dlouhý a 50 km široký. V tomto území také operovaly zbytky Rudé armády, které unikly ze zajetí pod vedením generála Vasilijeva v počtu asi 7000 mužů. RONA byla organizovaná jako milice za účelem domobrany a zpočátku měla stav asi 200 mužů. Byla vyzbrojena z trofejních zbraní bez stejnokroje a jejich hlavním rozpoznávacím znakem byla bílá páska s černým svatojiřským křížem. Kromě ručních a automatických zbraní měli její vojáci k dispozici i dělostřelectvo.

### Uznání statusu RONA německými silami
Pro německé velitelství byla železniční trať Brjansk–Kursk důležitá s ohledem na chystaný útok na Moskvu. Partyzáni trať ohrožovali, a proto se v okolí trati začali pohybovat příslušníci německých bezpečnostních útvarů (německy Sicherungstruppen). Při své činnosti narazili na rusky mluvící ozbrojence označené nárukávními páskami se svatojiřským křížem. To byl první zaznamenaný kontakt mezi německou armádou, resp. jejími týlovými složkami, a RONA. Po ověření protisovětské motivace jejich příslušníků byla zahájena spolupráce s německými silami.
Kaminski zastupoval RONA na jednání s důstojníky Velitelství armádní týlové oblasti 2. tankové armády. Po dohodě byla RONA pověřena ochranou železniční trati, Němci stáhli z oblasti své jednotky a ponechali zde jen své styčné důstojníky. Do spolupráce s RONA byly zapojeny části 101. a 102. divize maďarské armády, ale tyto se v tvrdých podmínkách protipartyzánských operací neosvědčily a byly staženy.

### Od domobrany k pravidelné armádě Lokoťské republiky

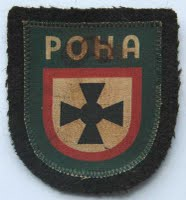
Nárukavní znak RONA

Po smrti Voskobojnikova 8. ledna 1942 ho ve funkci velitele RONA vystřídal Kaminski. Pod jeho vedením se původní domobrana rozšířila na početní stav 1 700 mužů a podařilo se jim jejich oblast vyčistit od partyzánů. Po tomto úspěchu dostal od německého velení Kaminski pravomoci podnikat na svém území akce dle vlastního uvážení. Německá vojska se z oblasti stáhla, ale pro zajištění takto rozsáhlé oblasti bylo potřeba mobilizovat do řad RONA další rekruty. Na podzim 1942 byla zahájena mobilizace ročníků 1922–1925. Díky tomu početní stav narostl na 10 000 mužů rozdělených do 5 pěších pluků, dělostřeleckého a tankového oddílu. Ten disponoval 24 kořistními sovětskými tanky T-34, které se ale v bažinatých podmínkách oblasti neosvědčily. Dále RONA disponovala ženijním, spojovacím útvarem a vojenskou nemocnicí.
Pod vedením Kaminského byl zaveden smíšený sovětsko-německý stejnokroj, který byl šit ve vlastních krejčovských dílnách. Na čepicích měli vojáci červenomodrobílou carskou kokardu a na levém rukávu byl štítek s nápisem RONA v azbuce (РОНА) s černým svatojiřským křížem v bílém poli. RONA se tak přeměnila na pravidelnou armádu, která dostala název Ruská osvobozenecká lidová armáda. Každý prapor měl německého styčného důstojníka.
Prapor RONA měl 4 střelecké roty, minometnou a dělostřeleckou četu. Ve výzbroji měl 1–2 děla, 2–3 praporní a 12 rotních minometů a 20 kulometů. Sestava v RONA v roce 1943 na vrcholu její činnosti:
1. pluk velitel major Galkin,
2. pluk velitel major Tarasov,
3. pluk velitel major Prošin,
4. pluk velitel major Reitenbach,
5. pluk velitel major Turlakov.

V sestavě byly následující zvláštní části:
- obrněný oddíl velitel kapitán Samsonov,
- protiletadlový oddíl velitel poručík Plochich,
- gardový prapor velitel major Frolov,
- rozvědka RONA s náčelníkem majorem Kostěnkem,
- štáb brigády s náčelníkem majorem Ševykinem.

K 1. srpnu 1943 bylo ve výzbroji RONA 500 kulometů, 40 minometů, několik desítek polních a protitankových děl, 10 tanků, 2 tančíky a 3 protiletadlová děla.

### V bojích se sovětskými partyzány
Sovětští partyzáni organizovaní NKVD útočili jak na civilní obyvatelstvo, tak na útvary RONA. Akce bojujících stran na území bráněného RONA měly charakter občanské války. Od května do října 1942 se partyzáni pokusili zaútočit na bezpečnostní složky Lokoťské samosprávy 540krát. Jsou také popsány případy hromadné dezerce partyzánů a jejich přechod na stranu ozbrojených formací Lokoťské samosprávy. Její vedení udržovalo pořádek brutálními represemi proti osobám podezřelým ze spojení s partyzány. Jejich popravy vykonávala Antonina Makarovová.
Rozkaz Kaminského o zavedení teroru jako reakce na akce sovětských partyzánů:
| „                                                     | Takové metody teroru, které používají (pozn. překl. sovětští partyzáni) v neomezeném měřítku, nás nutí reagovat na jejich popravy a teror nelítostnou odvetou celého našeho lidu, žíznícího po klidu, míru a svobodné práci. | “ |
| — Bronislaw Kaminski (rozkaz č. 132 z 8. května 1942) | |   |

V roce 1942 se RONA v Brjanské oblasti v rámci německé bojové skupiny Werner von Gilsa zúčastnila protipartyzánské operace, při které bylo zabito 1193 partyzánů, 1400 jich bylo raněno a 498 zajato. Součástí bojů byla evakuace asi 12 000 lidí. Ztráty na straně RONA byly 58 mrtvých a 130 raněných. Další operací, do které byla RONA na podzim v roce 1942 zapojena byl Lední medvěd a v únoru 1943 Hornung.

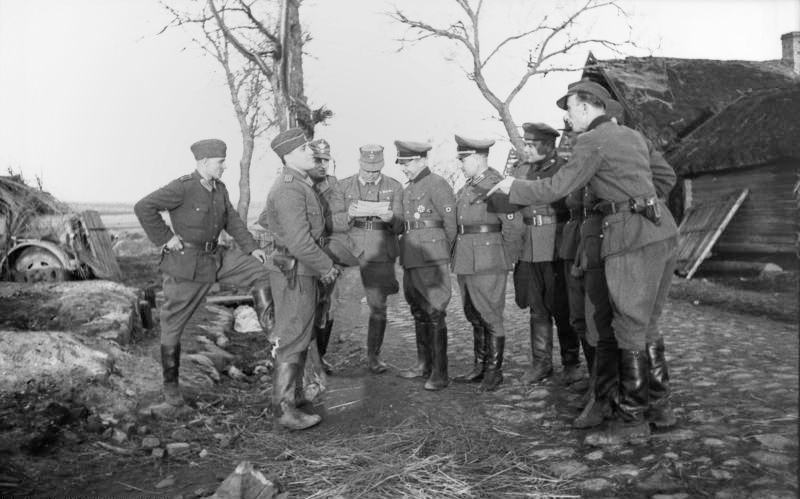
Bronislaw Kaminski s policejními důstojníky (vojáky RONA) 21. března 1944

16. května – 6. června 1943 byla brigáda nasazena v boji proti sovětským partyzánům v její nejúspěšnější operací Cikánský baron, při které bylo vyřazeno z boje 1500 partyzánů a 200 partyzánských základen. Velitel 2. pluku RONA major Tarasov se pokusil přejít k partyzánům, ale jeho pokus byl odhalen a následně byl oběšen. Po úspěchu s přechodem SS Družiny na sovětskou stranu byl ze strany sovětských tajných služeb učiněn pokus nabídnout Kaminskému podobnou dohodu, ale to Kaminiski odmítl. V rozmezí září 1943 – květen 1944 operovala RONA v bojích se sovětskými partyzány v prostoru okolo města Lepel v okupovaném Bělorusku a začátkem listopadu 1943 byla posílena o příslušníky běloruské policie. Byla nasazena v rámci bojové skupiny Gottberg (německy Kampfgruppe von Gottberg) a zapojila se do operace Svátky jara (německy Frühlingsfest), jejímž cílem byla likvidace partyzánů. V březnu 1944 byla RONA přejmenovaná na Lidovou brigádu Kaminski (německy Volksheer-Brigade Kaminski) a díky Kaminského autoritě se ji podařilo stmelit a posílit. Při nasazení v protipartyzánských operacích si brigáda počínala tak úspěšně, že její velitel byl vyznamenán Železným křížem I. třídy a bylo rozhodnuto brigádu zařadit do svazku zbraní SS. Podle německých zdrojů z té doby došlo k likvidaci 7 011 partyzánů. RONA byla reorganizována do 5 pěších pluků a motorizovaného praporu. V trvalém nasazení v boji její početní stav klesl na 6 000 mužů a přestala být bojeschopná.
Metody protipartyzánského boje byly nevybíravé a příslušníci RONA spáchali řadu válečných zločinů na civilním obyvatelstvu. Podle archivních údajů bylo více než 10 000 lidí zastřeleno, oběšeno nebo mučeno včetně 203 upálených lidí. Zcela vypáleno bylo 24 vesnic. Majetek obětí byl zabavován. Metody protistrany však byly stejně nevybíravé a do probíhajících bojů je nutno započíst také lupičské bandy, které nebyly ani na jedné straně a bojovaly s každým.

### V bojích se sovětskou armádou
Začátkem března 1943 se Rudá armáda dostala k okraji lokoťského území. 3. a 5. pluk RONA se zapojily do bojů s Rudou armádou, ve kterém oba utrpěly těžké ztráty. Zhruba 700 mužů dezertovalo a přešlo na stranu Rudé armády.
V červnu 1943 se části RONA zúčastnily boje v oblasti Dmitrovska-Orlovska. Sovětské síly postupovaly vítězně směrem na západ a RONA byla nucena ustupovat s Němci. Major Reitenbach dostal rozkaz krýt ústup. U města Sevsk byl obklíčen, jeho pluk byl rozbit po tankovém útoku a on sám ubit sovětskými vojáky. Zbytek jeho pluku byl postřílen. Části brigády se také zúčastnily bojů u Kurska v roce 1943 a Bělostocké operace (rusky Белостокская операция) v roce 1944.
Těm členům RONA, kterým se nepodařilo před postupující Rudou armádou ustoupit, využili své zkušenosti z protipartyzánského boje a bojovali proti sovětským bezpečnostním silám jako protisovětští partyzáni až do konce 40. let. Jednu z těchto skupin 25–30 lidí, která se rozhodla prorazit do Brjanské oblasti, vedl G. E. Chomutov.
Po ztrátách přišla druhá vlna mobilizace na podzim 1943. V té době bylo v brigádě 15 000 mužů a 10 500 civilních osob, které zvolily ústup s ní včetně 1 500 kusů dobytka.

## Ve svazku zbraní SS

### Formování divize

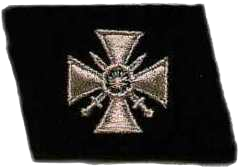
Límcový znak SS RONA

V červenci 1944 byla brigáda převedena pod SS s názvem Stürmbrigade RONA a jejímu veliteli Kaminskému byla přiznána hodnost SS-Brigadeführer und Generalmajor der Waffen-SS. Z důvodu značného opotřebení brigády v bojích měla být znovu zformována, doplněny stavy a projít dalším výcvikem podle standardů Zbraní SS.
V červenci 1944 se divize nacházela v prostoru okolo města Čenstochová a v srpnu 1944 byla přemístěna do Varšavy.
V srpnu 1944 dosáhla divize stavu 10 500 mužů. Současně ji také doprovázelo přibližně 15 000 civilistů a 2000 kusů dobytka. S ohledem na postup Rudé armády v probíhající operaci Bagration bylo rozhodnuto přesunout civilní části náležející k RONA do bezpečnějšího zázemí. Původní rozkaz pro přesun zněl do Maďarska, ale díky problémům s železniční dopravou skončila v jižním Německu, kde její členové byli využiti pro zemědělské práce.

### Účast ve Varšavském povstání

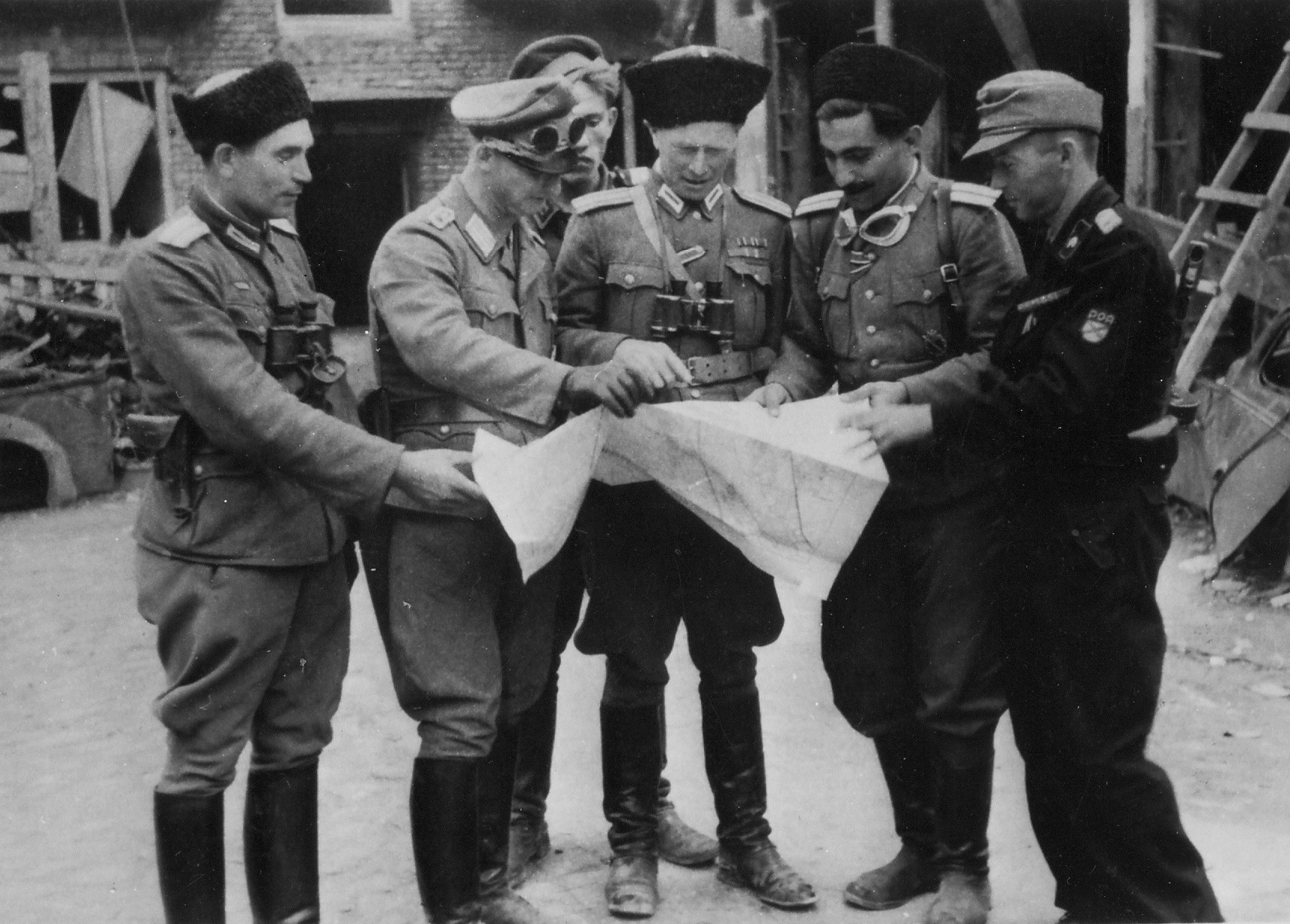
Ivan Děnisovič Frolov (uprostřed) ve skupině důstojníků v době Varšavského povstání srpen 1944

V srpnu 1944 ve Varšavě vypuklo povstání, které narušilo plánovaný výcvik útvaru. Proti němu byl nasazen pěší pluk RONA pod vedením Ivana Frolova v početním stavu 1 700 mužů a spadal pod velení Ericha von dem Bach-Zelewskeho. Na pouliční boje nebyl pluk připraven a utrpěl těžké ztráty. Hlavní boje útvaru ve Varšavě:
- 3. srpna 1944 se pluk RONA zapojil pod velením Frolova do bojů.
- 4. srpna 1944 byl pověřen k útoku na středisko povstalců v budově Tabákového monopolu, kterou bránilo 300 lidí. V této bitvě utrpěla RONA první ztráty – 22 zabitých.
- 5. srpna 1944 RONA byla pověřena likvidací povstalecké jednotky, která bránila ulice Wawelska, Akademicka a Josefa Mianowskiego v části města Stara Ochota.[pozn. překl. 3] Zde se RONA dostala do střetu s elitní polskou jednotkou Zemské armády Kedyw.[pozn. 3] Boje vyvolaly paniku mezi civilními obyvateli a ti se při útěku dostali do křížové palby bojujících jednotek. Žádosti civilistů o přerušení palby obě strany odmítly.
- 6. srpna 1944 RONA dostává vzdušné krytí a podporu obrněných vozidel. Díky ní se podařilo dobýt vojenskou nemocnici povstalců.
- 7.–10. srpna 1944 pokračovaly urputné boje, ve kterých obě strany utrpěly těžké ztráty.
- 11. srpna 1944 RONA vytlačila povstalce. Zároveň bylo uzavřeno dočasné příměří pro evakuaci četných raněných.
- 13. srpna 1944 RONA již měla ztráty okolo 500 mužů a byla vystřídána německou policejní jednotkou.

Jednotky RONA se při bojích ve Varšavě dopouštěly loupeží, znásilňování, vražd civilních obyvatel a rabování. Už při ústupu z Ruska se u brigády projevily známky rozkladu morálky a pluk po nasazení ve Varšavě měl natolik rozloženou kázeň, že nebyl způsobilý vykonávat ani kárné operace. Podle polských historiků zabili vojáci tohoto ruského útvaru celkem 15 000 lidí.
Kaminski se vyjádřil v tom smyslu, že jeho lidé boji proti bolševismu obětovali vše, a proto nevidí nic špatného na tom, že si přilepší na účet povstalců. Poslední kapkou bylo znásilnění a zabití německých dívek. Poté Hilter nařídil rozpuštění brigády. Velitel Kaminski byl 28. srpna 1944 podle stanného práva zastřelen německými bezpečnostními silami. Oficiálně jeho smrt byla připsána polským partyzánům. Frolov při pozdějším výslechu v rámci trestního řízení vedeného v SSSR na svoji obhajobu o událostech uváděl, že mu nebylo nic známo o masových popravách. Ztráty civilistů zdůvodňoval použitím letectva a dělostřelectva při útoku na domy, v kterých se skrývali povstalci.
K působení brigády se vyjádřil generál tankových vojsk Guderian takto:
| „                | Kaminského brigáda se skládala z bývalých vojenských zajatců, hlavně Rusů, vražedně naladěných proti Polákům, Dirlewangerova brigáda se skládala z německých zločinců, kteří měli takto možnost smazat svoji vinu. Sám von dem Bach jednou, když referoval o stavu v jeho jednotkách, informoval mě o řádění svých podřízených, kterému nebyl schopen zabránit. Z jeho hlášení vstávaly hrůzou vlasy na hlavě, proto jsem o všem večer informoval Hitlera a požadoval stažení obou brigád z Varšavy. | “ |
| — Heinz Guderian | |   |

### Další působení v SS
Po smrti Kaminského se velitelem brigády stal SS-Brigadeführer a Generalmajor der Polizei Christoph Diehm a jeho zástupce byl SS-Obersturmbannführer Georgij Děnisovič Belaj. Oba noví velitelé však ve snaze obnovit kázeň neuspěli, a proto se velení poté ujal SS-Gruppenführer a Generalleutnant der Polizei Heinrich Jürs.
Zbytek jednotky byl pod velením SS Gruppenführera Heinricha Jürse poslán na Slovensko, kde se podílel na potlačení Slovenského národního povstání na začátku října 1944. Po provedené inspekci jednotky 11. října 1944 byla prohlášena za nebojeschopnou a rozpuštěna. 72. dobrovolnický pěší pluk SS (1. ruský) a 73. dobrovolnický pěší pluk SS (2. ruský) byly převedeny k útočné brigádě Dirlewanger. Uvolněné číslo divize dne 9. března 1945 obdržela 29. granátnická divize SS (1. italská).

## V ozbrojených silách KONR
Spolu s formováním ozbrojených sil KONR došlo k zařazení mužů z tohoto útvaru do ROA. Velitel první divize ROA Buňačenko proti jejich zařazení do ROA marně protestoval. Ve výcvikovém táboře Münsingen musela být nasazena ta nejpřísnější kázeňská opatření, aby vojáci byli použitelní k polní službě.
| „                                                          | Tak to je to, co mi dáváte – bandity, lupiče, zloděje – to co již nechcete dál používat. | “ |
| — Sergej Kuzmič Buňačenko komentuje příjezd vojáků SS RONA |                                                                                          |   |

Část bojovníků RONA (asi 3000 osob) byl použit ke zformování 2. pěšího pluku 1. divize ozbrojených sil KONR a Samostatného průzkumného oddílu 1. divize ROA. Do 2. divize ozbrojených sil KONR bylo následně zařazeno asi dalších 1000 vojáků RONA.

## Po druhé světové válce
V prosinci 1946 byli bývalí důstojníci Mosin, Vasjukov, Frolov a Zacharcov odsouzeni sovětskými soudy k trestům smrti, ostatní příslušníci brigády končili s vysokými tresty odnětí svobody, či byli ihned po zajetí likvidováni příslušníky Směrš.

## Velitelé
- Waffen-Brigadeführer Bronislav Kaminski (1. srpen – 28. srpen 1944)
- SS-Brigadeführer a Generalmajor der Polizei Christoph Diehm (28. srpen – 27. září 1944)
- SS-Gruppenführer a Generalleutnant der Polizei Heinrich Jürs (27. září – říjen 1944)

## Bojová sestava
- Waffen-Grenadier-Regiment der SS 72 (russisches Nr.1)
- Waffen-Grenadier-Regiment der SS 73 (russisches Nr.2)
- Waffen-Grenadier-Regiment der SS 74 (russisches Nr.3)
- Waffen-Artillerie-Regiment der SS 29 (russisches Nr.1)
- SS-Füsilier-Bataillon 29
- SS-Pionier-Bataillon 29
- SS-Panzerjäger-Abteilung 29
- SS-Nachrichten-Abteilung 29
- SS-Versorgungs-Regiment 29
- SS-Veterinär-Kompanie 29
- SS-Sanitäts-Kompanie 29
- SS-Feldersatz-Bataillon 29